# William Castle
William Castle, född 24 april 1914, i New York, död 31 mars 1977 i Los Angeles, var en amerikansk filmregissör, producent och skådespelare. Castle är mest känd för sina skräckfilmer och gimmickartade marknadsföring av sina filmer. 

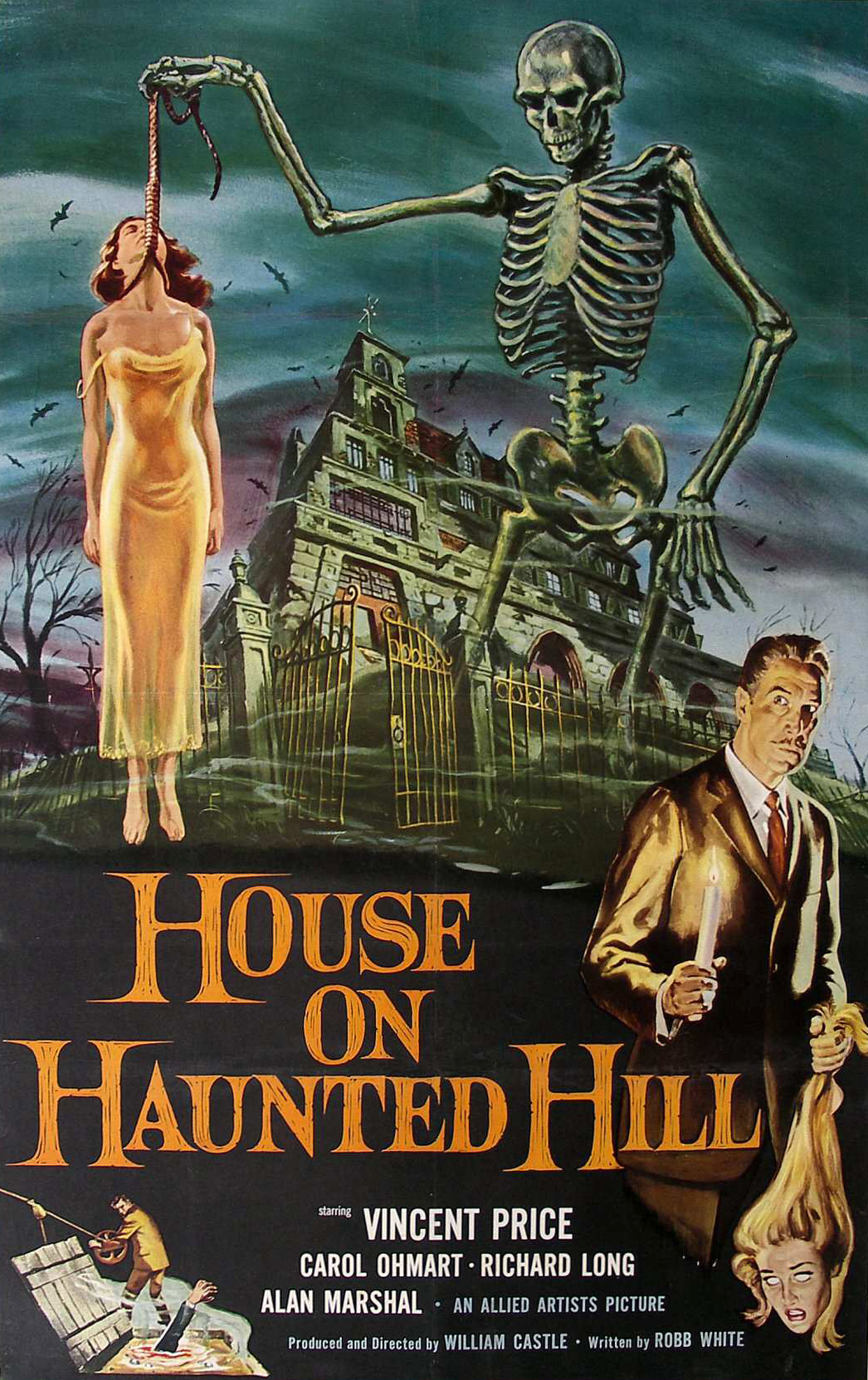
Affisch för Skriet vid midnatt (1959)

## Biografi
Castles verkliga namn var William Schloss och han översatte sitt tyska efternamn till engelska. Han började sin karriär som scenskådespelare och regisserade sin första film 1943 och under 1940-talet regisserade han bland annat en rad deckarfilmer. Han regisserade även ett flertal western- och äventyrsfilmer under 1940- och 1950-talen. Mot slutet av 1950-talet inriktade han sig mer på skräckfilmer. För att marknadsföra filmen Macabre (1958) gavs alla biobesökare en livförsäkring värd $1000 för den händelse de skulle dö av skräck under filmen. Under visningarna av Skriet vid midnatt (House on Haunted Hill, 1959) svävade ett uppblåsbart självlysande skelett över biobesökarnas huvud under en scen i filmen. Andra kreativa marknadsföringstrick användes för flera andra av Castles rysare.
Under 1960-talet regisserade han bland annat filmen Strait-Jacket (1964) i vilken Joan Crawford spelar en yxmörderska. Crawford medverkade även i Castles nästa film, Signal till mördaren (1965). Under samma årtionde producerade Castle Rosemarys baby (1968), som han också velat regissera, men filmstudion insisterade på en annan regissör och uppdraget gick till Roman Polanski. Castle har en liten roll utan repliker i filmen. Han syntes i liknande småroller i många av sina egna filmer.
Castle dog 1977, kort efter att ha publicerat sin självbiografi, Step Right Up! I'm Gonna Scare the Pants Right Off America. Hans dotter Terry Castle har varit medproducent till två nyinspelningar av Castles filmer: Ondskans hus (House on Haunted Hill, 1999) och Thirteen Ghosts (2001).

## Filmografi i urval

### Regi
- Mordmysteriet (1949)
- Ormen från Nilen (1953)
- Macabre (1958)
- Skriet vid midnatt (1959)
- The Tingler (1959)
- 13 spöken (1960)
- Homicidal (1961)
- Mr. Sardonicus (1961)
- Natt i fasornas hus (1963)
- Strait-Jacket (1964)
- Fruktan för natten (1964)
- Signal till mördaren (1965)
- Allt upp och ner (1967)